# Миравания
Миравания (порт. Miravânia) — муниципалитет в Бразилии, входит в штат Минас-Жерайс. Составная часть мезорегиона Север штата Минас-Жерайс. Входит в экономико-статистический  микрорегион Жануария. Население составляет 4815 человек на 2006 год. Занимает площадь 603,005 км². Плотность населения — 8,0 чел./км².

## История
Город основан в 1995 году.

## Статистика
- Валовой внутренний продукт на 2003 год составляет 7 919 863,00 реалов (данные: Бразильский институт географии и статистики).
- Валовой внутренний продукт на душу населения на 2003 год составляет 1749,47 реалов (данные: Бразильский институт географии и статистики).
- Индекс развития человеческого потенциала на 2000 год составляет 0,644 (данные: Программа развития ООН).